# Wilhelmina Zyndram-Kościałkowska
Wilhelmina Zyndram-Kościałkowska (ur. 1844, zm. 26 lub 27 kwietnia 1926 w Grodnie) – polska pisarka pozytywistyczna i tłumaczka.

## Życiorys
Wilhelmina Zyndram-Kościałkowska była córką Benedykta i Emilii z Czechowskich. Dzieciństwo spędziła w Druskiennikach. Po ukończeniu szkoły w Wilnie zamieszkała w Grodnie. Wyjeżdżała w tym czasie także do Warszawy oraz za granicę (m.in. do Włoch). Swój debiut literacki – opowiadanie Złota hrabinka – napisała i opublikowała wspólnie z Elizą Orzeszkową, która zachęcała ją do dalszej pracy i stanowiła dla niej wzorzec literacki. W późniejszych latach doszło jednak między nimi do konfliktu, związanego z włączeniem Złotej hrabinki do zbiorowego wydania dzieł Orzeszkowej. Przyjaźniła się też z Leopoldem Méyetem. Oprócz opowiadań pisała eseje prezentujące sylwetki pisarzy angielskich, amerykańskich, włoskich i hiszpańskich. Tłumaczyła także literaturę zagraniczną, m.in. wznawiane do dzisiaj tłumaczenie powieści David Copperfield Karola Dickensa.

## Twórczość
Dzieła własne
- Złota hrabinka. Opowiadanie lekarza, „Ateneum” 1877 t. 3. przedruk „Kurier Lwowski” 1888 nr 97–125
- Władysław Syrokomla. Studium literackie, Wilno 1881[1]
- W półcieniu. Opowiadania i obrazki, Warszawa 1885[2] [1884]
- Bajki archaiczne i nowele, Lwów 1906[3]
- Szkice literackie, t. 1–2. Warszawa 1907–1908

Przekłady
- Bret Harte: Nowele, Warszawa 1885
- Pierre Loti: Rybak islandzki, powieść, Warszawa 1887, wyd. nast. Warszawa 1888
- Karol Dickens: David Copperfield, powieść, Warszawa 1888;, Warszawa 1889, wyd. nast. (poprawione przez Grzegorza Sinko) pt. Dzieje, przygody, doświadczenia i zapiski Dawida Copperfielda, t. 1–2., Warszawa 1954, wyd. nast. m.in. wyd. szóste, Warszawa 1987
- Rudyard Kipling: Nowele, Petersburg 1892
- Harte-Bret: Nowele – Peter Schroeder – Za śnieżnym okopem – Milioner, Lwów 1898
- Karol Dickens: Ciężkie czasy, powieść, Lwów 1899
- Gabriele D’Annunzio: Ogień, cz. 1–2, Warszawa 1901
- P. Loti: Nowele i szkice, Lwów 1901
- Harte-Bret: Ostatnie nowele, Warszawa 1903
- Grazia Deledda: Po rozwodzie, powieść, cz. 1–2, Warszawa 1904
- P. Loti: Wrażenia z dalekiego Wschodu, Warszawa 1904
- Grazia Deledda: Popiół, powieść, Warszawa 1906
- M.R. Monlaur: Po dziewiątej godzinie, Warszawa 1908
- Grazia Deledda: Sprawiedliwość, Warszawa 1909
- S. Farina: Syn mój, Warszawa 1912
- Joseph Conrad: Banita, powieść, Lwów 1919

Przypisywane były jej także utwory sygnowane pseudonimem „Wila”, były one jednak autorstwa Wiktorii Osuchowskiej.